# Microhyla
Microhyla is een geslacht van kikkers uit de familie smalbekkikkers (Microhylidae). De groep werd voor het eerst wetenschappelijk beschreven door Johann Jakob von Tschudi in 1838. Later werd de wetenschappelijke naam Micryla gebruikt. Er zijn veertig verschillende soorten, inclusief de pas in 2016 wetenschappelijk beschreven soorten Microhyla laterite en Microhyla mihintalei.
Alle soorten komen voor in grote delen van Azië en leven in de landen China en Japan tot India en Sri Lanka en zuidoostelijk Azië in Sumatra, Borneo, Java en Bali.

## Taxonomie
Geslacht Microhyla
- Soort Microhyla achatina
- Soort Microhyla annamensis
- Soort Microhyla annectens
- Soort Microhyla arboricola
- Soort Microhyla berdmorei
- Soort Microhyla borneensis
- Soort Microhyla butleri
- Soort Microhyla chakrapanii
- Soort Microhyla darevskii
- Soort Microhyla fissipes
- Soort Microhyla fusca
- Soort Microhyla heymonsi
- Soort Microhyla karunaratnei
- Soort Microhyla laterite
- Soort Microhyla maculifera
- Soort Microhyla malang
- Soort Microhyla mantheyi
- Soort Microhyla marmorata
- Soort Microhyla mihintaleiWijayathilaka,
- Soort Microhyla minuta
- Soort Microhyla mixtura
- Soort Microhyla mukhlesuri
- Soort Microhyla mymensinghensis
- Soort Microhyla nanapollexa
- Soort Microhyla nakkavaram
- Soort Microhyla nilphamariensis
- Soort Microhyla okinavensis
- Soort Microhyla orientalis
- Soort Microhyla ornata – Prachtsmalbekkikker
- Soort Microhyla palmipes
- Soort Microhyla perparva
- Soort Microhyla petrigena
- Soort Microhyla picta
- Soort Microhyla pineticola
- Soort Microhyla pulchella
- Soort Microhyla pulchra
- Soort Microhyla pulverata
- Soort Microhyla rubra
- Soort Microhyla sholigari
- Soort Microhyla superciliaris
- Soort Microhyla zeylanica

Glyphoglossus · 
Kaloula · 
Metaphrynella · 
Microhyla · 
Micryletta · 
Phrynella · 
Uperodon